# Bernadottegymnasiet

Bernadottegymnasiet är gymnasieskolor som har siktet inställt mot uniformsyrkena.
Bernadottegymnasiet finns i Göteborg, Stockholm Boden och Malmö. Med uniformsyrkena menas Polisen, Kustbevakningen, Räddningstjänsten, Tullverket och Försvarsmakten.

## Bernadottegymnasiet Stockholm

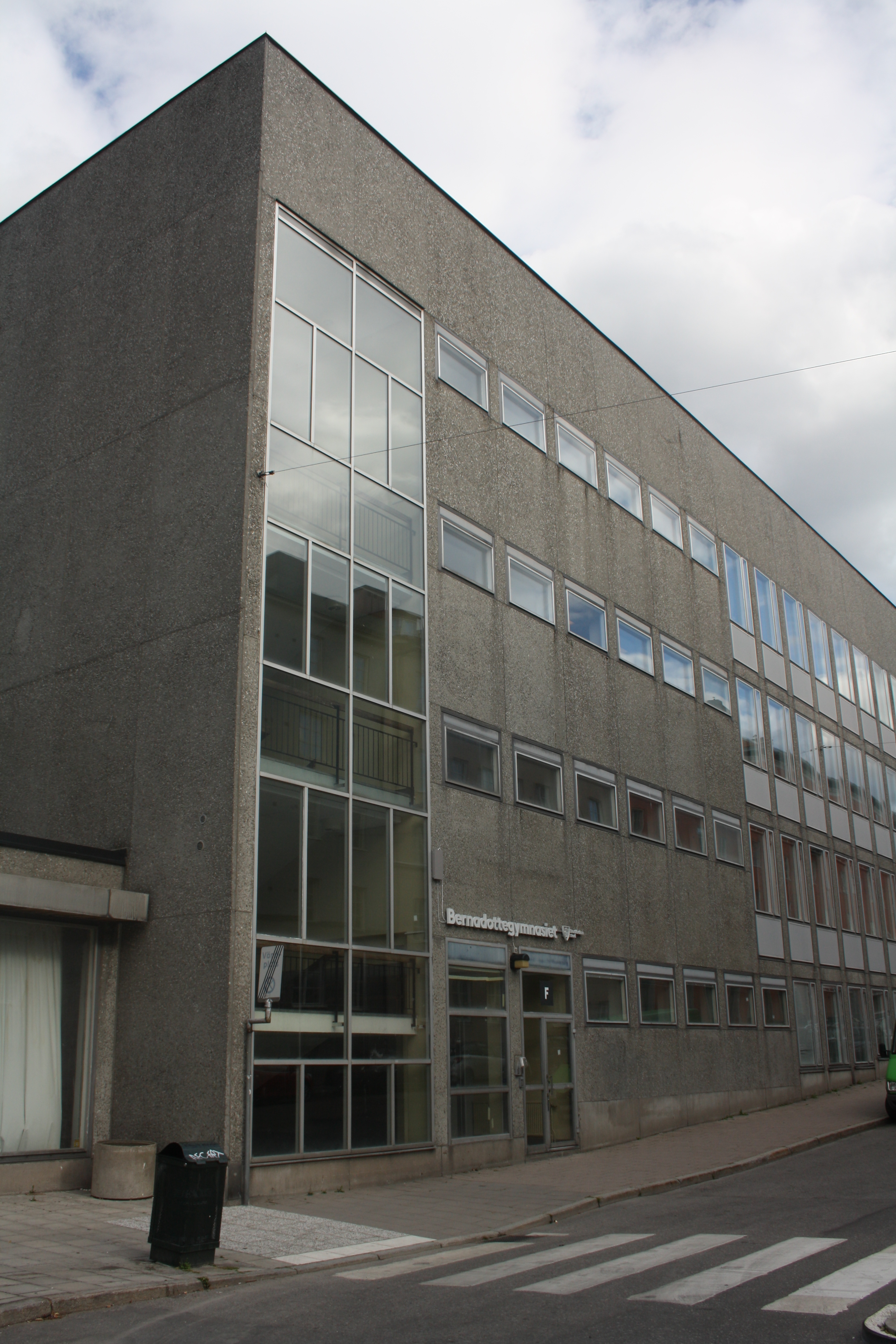
Ingång till Bernadottegymnasiet i Stockholm.

Bernadottegymnasiet i Stockholm är en kommunal skola som erbjuder utbildning inom det samhällsvetenskapliga programmet med inriktning beteendevetenskap. Utbildningen är ett högskoleförberedande program som ger många möjliga framtida val till vidare studier och yrkesliv. Skolan hade cirka 330 elever år 2017.
Bernadottegymnasiet i Stockholm var år 2017 störst inom programinriktningen beteendevetenskap i Stockholms stad och tar in cirka 130 nya samhälle beteende-elever i årskurs 1 varje läsår. Skolan har även ett språkintroduktionsprogram. Det unika med Bernadottegymnasiet i Stockholms språkintroduktionsprogram är att eleverna integreras genom att de deltar i ett så kallat troppsystem tillsammans med övriga elever på skolan. Troppsystemet spänner även över årskurserna och en årlig tropptävling med vitt skilda tävlingsmoment pågår under läsåret. Det handlar om allt ifrån kunskapsteoretiska tävlingsmoment till fysisk aktiviteter eller musik- och dansframträdanden vid julavslutningen mm.
Skolan har tidigare i huvudsak varit inriktad mot uniformsyrken och ett visst samarbete finns fortfarande kvar genom studiebesök, information och praktiska övningsmoment. Men numera läggs större vikt vid den allmänna högskoleförberedelsen programmet ger och som möjliggör flera typer av yrkesval, inte enbart uniformsyrken. 
Vissa delar av undervisningen sker genom praktiska moment förlagda i naturmiljö. Främst sker dessa under läsårets introduktionsperiod i och med den så kallade "Gålöstrapatsen" samt under "Vinterveckan" där elever i årskurs 2 kan välja att läsa kursen naturguidning som förläggs i naturmiljö.

## Bernadottegymnasiet Göteborg

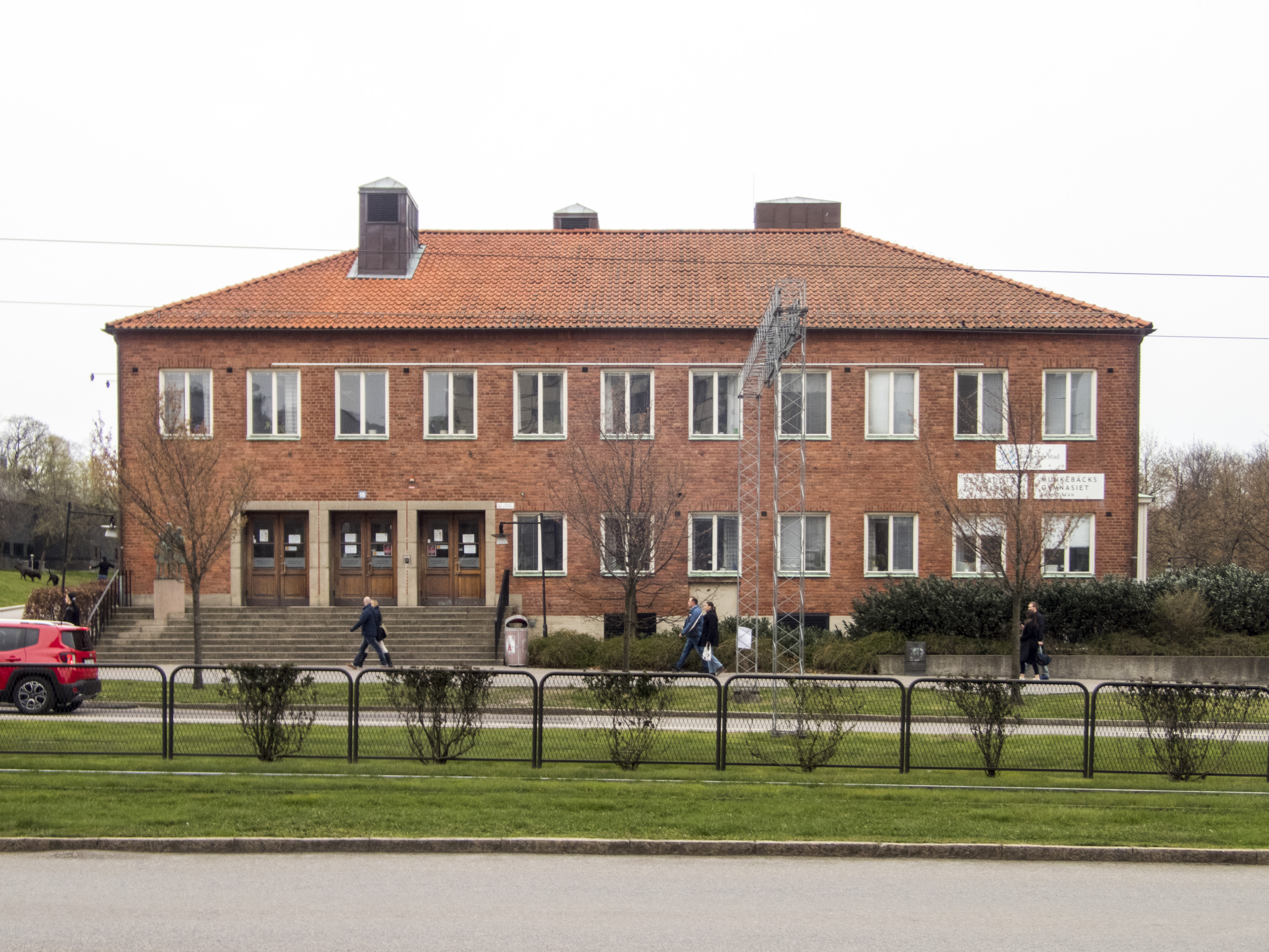
Bernadottegymnasiet i Göteborg, sett från Hotell Opalen.

Grundades år 2000 och är belägen i byggnaden på Skånegatan 18. Bernadottegymnasiet erbjuder samhällsprogrammet, inriktning beteendevetenskap, teknikprogrammet, inriktning teknikvetenskap samt naturprogrammet, inriktning naturvetenskap. Skolan är känd för sin friluftsprofil samt uniformsprofil, dock tillämpas uniformsprofilen endast på samhällslinjen. Bernadottegymnasiet har ett tjugotal lärare och samarbetar med Katrinelundsgymnasiet vad gäller elitidrott, lärare och elevhälsa. Skolan består av 11 klasser.
Skolans nuvarande lokal har en smal korridor som leder till alla klassrum.
Skolan saknade tidigare elevråd men hade ett programråd med en mer begränsat funktion.  

## Bernadottegymnasiet Malmö

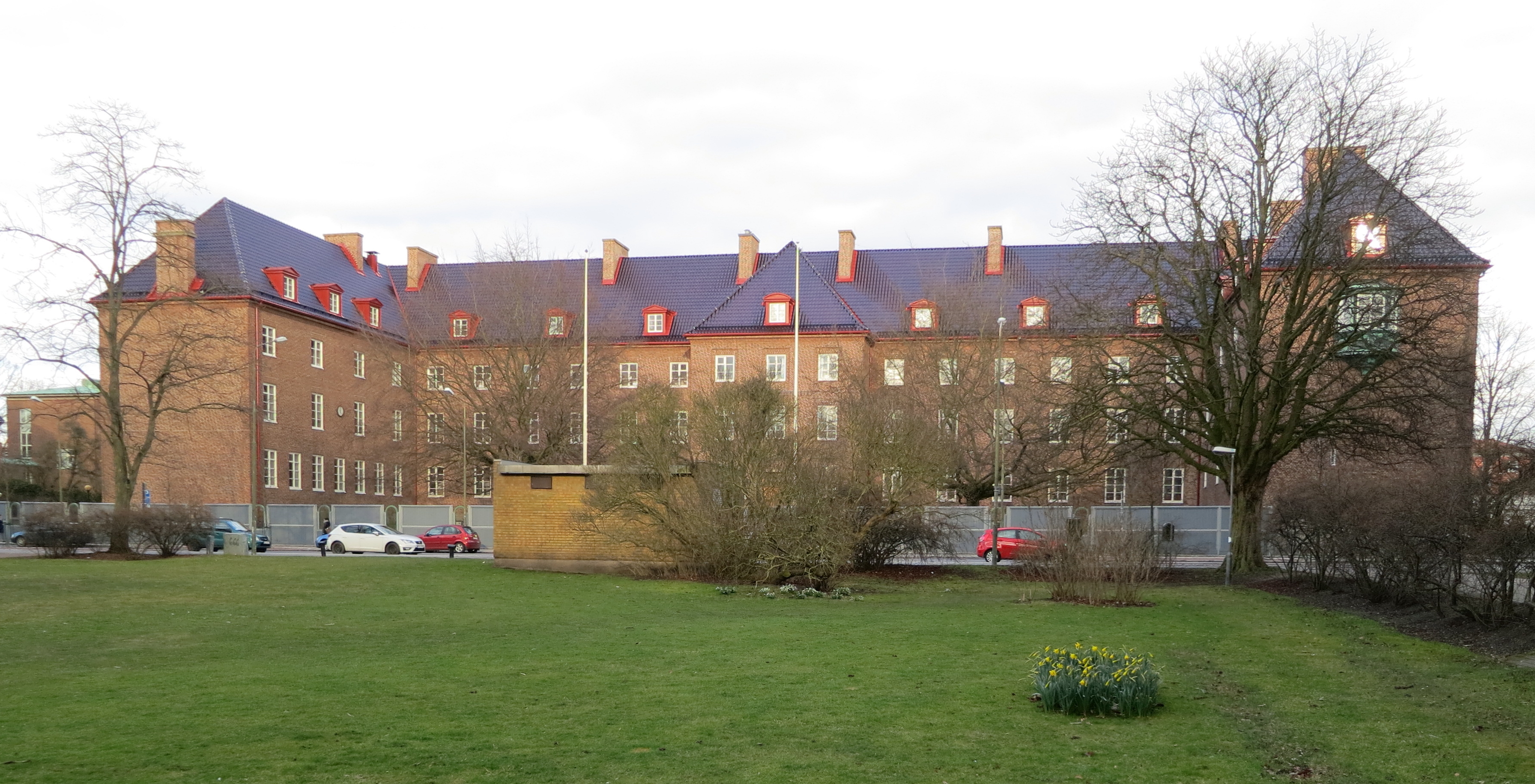
Bernadottegymnasiet i Malmö.

Bernadottegymnasiet i Malmö startade hösten år 2000 och låg på Öresundsgymnasiet (förutvarande Pildammsskolan). När Öresundsgymnasiet flyttades till Pauli gymnasium hösten 2006, följde Bernadottegymnasiet med. BG är ett specialutformat samhällsprogram med inriktning på de uniformerade yrkena och har ett nära samarbete med bland andra polisen, räddningstjänsten, militären, kustbevakningen och kriminalvården. Varje vecka kommer representanter från de olika myndigheterna, så kallade yrkesmentorer, och har lektioner med eleverna på skolan. Man får även åka ut till P7 Revingehed och leva i det militära i fyra dagar i ettan och tvåan.
Varje år tar programmet in 72 elever som fördelas på 3 klasser med 24 elever i varje.